# D-Wave Systems
D-Wave Systems — канадская компания, специализирующаяся на создании квантовых компьютеров. Компьютеры D-Wave являются не универсальными квантовыми компьютерами, а вычислителями, пригодными для некоторых задач.
Компьютеры D-Wave закупались в исследовательских целях компаниями Google, Lockheed Martin и Temporal Defense Systems, а также агентством NASA.

## История
С 2007 года компания заявляет о создании различных вариантов квантового компьютера: 16 кубит — Orion, 28 кубит в ноябре 2007, D-Wave One со 128-кубитным чипом в мае 2011, процессор Vesuvius на 512 кубитов в конце 2012 года, более 1000 кубитов в июне 2015. Компания получала инвестиции из множества источников, например 17 млн долларов США в январе 2008 года, также проводились распределённые вычисления AQUA@home (Adiabatic QUantum Algorithms) для тестирования алгоритмов оптимизации для адиабатических сверхпроводящих квантовых компьютеров D-Wave.
С 20 мая 2011 года D-Wave Systems продаёт за 11 млн долларов квантовый компьютер D-Wave One (128 кубит), который решает только одну задачу — дискретную оптимизацию. Среди заказчиков D-Wave — Lockheed Martin (с мая 2011 года), контракт касается выполнения сложных расчетов на квантовых процессорах и включает в себя техническое обслуживание квантового компьютера D-Wave One.
В январе 2014 года учёные D-Wave опубликовали статью, в которой сообщается, что с помощью метода кубитовой туннельной спектроскопии ими было доказано наличие квантовой когерентности и запутанности между отдельными подгруппами кубитов (размером 2 и 8 элементов) в процессоре во время проведения вычислений.

## Компьютеры D-Wave
Компьютеры D-Wave работающие на принципе квантовой релаксации (квантовый отжиг), могут решать крайне ограниченный подкласс задач оптимизации, и не подходят для реализации традиционных квантовых алгоритмов и квантовых вентилей (Quantum Annealing).
Рабочая температура сверхпроводниковых чипов в аппаратах D-Wave составляет около 20 мкК, имеется тщательное экранирование от внешних электрических и магнитных полей.
Стоимость «2000-кубитного» компьютера D-Wave 2000Q, представленного в январе 2017 года, составляет $15 млн.
Согласно информации главного архитектора компьютеров D-Wave, выпускника МГУ Павла Буныка, в 2018 году компания разрабатывает 4000-кубитную машину, где кубиты организованы в кластеры по 16 кубитов каждый. Он также сообщил, что компания уделяет значительное внимание применению квантовых компьютеров в сфере искусственного интеллекта, и около четверти программистов компании работают над этой задачей.
В сентябре 2019, D-Wave анонсировала выход 5000-кубитного квантового компьютера Advantage, ждать которого стоит в 2020 году.

## Применение
D-Wave демонстрировала решение на своих компьютерах некоторых задач, например, распознавания образов (8 декабря 2009 год). А на конференции NIPS при участии Hartmut Neven, исследования трехмерной формы белка по известной последовательности аминокислот (август 2012).

## Критика и тестирование
Квантовые компьютеры D-Wave Systems подвергались критике со стороны некоторых исследователей. Так, доцент (associate professor) Массачусетского Технологического Института Скотт Ааронсон в 2012 году заявлял, что D-Wave не смогла доказать ни того, что её компьютер решает какие-либо задачи быстрее, чем обычный компьютер, ни того, что используемые 128 кубитов удается ввести в состояние квантовой запутанности. Если же кубиты не находятся в запутанном состоянии, то это не квантовый компьютер.
В мае 2013 года профессор Amherst College из канадской провинции Новая Шотландия Катерина Мак-Гью (Catherine McGeoch) объявила о своих результатах сравнения компьютера D-Wave One на процессоре Vesuvius с традиционным компьютером с микропроцессором Intel. В первом тесте одну из задач класса QUBO, хорошо подходящую для структуры процессора, компьютер D-Wave One выполнил за 0,5 секунды, в то время как компьютеру с процессором Intel потребовалось 30 мин (выигрыш по скорости 3600 раз). Во втором тесте требовалась специальная программа для «перевода» задачи на язык компьютера D-Wave и скорость вычислений двух компьютеров была примерно равной. В третьем тесте, в котором также требовалась программа «перевода», компьютер D-Wave One за 30 минут нашёл решение 28 из 33 заданных задач, в то время как компьютер на процессоре Intel нашёл решение только для 9 задач.
В декабре 2015 года специалисты компании Google подтвердили, что согласно их исследованию компьютер D-Wave использует квантовые эффекты. При этом в «1000-кубитном» компьютере кубиты в действительности организованы в кластеры по 8 кубитов каждый. Тем не менее, это позволило добиться быстродействия в 100 млн раз больше (по сравнению с обычным компьютером) в одном из алгоритмов.